# Justin Long
Justin Jacob Long (n. 2 iunie 1978, Fairfield, Connecticut, SUA) este un actor, comedian, regizor și scenarist american. Long este cunoscut pentru rolurile sale din filmele Tenebre (2001), Păzea la minge!⁠(d) (2004), Acceptat⁠(d) (2006), Idiocrație⁠(d) (2006), Dreamland⁠(d) (2006), Greu de ucis 4 (2007), Zack și Miri fac un film porno⁠(d) (2008), Târâtă în iad (2009), Colți⁠(d) (2014), The Wave⁠(d) (2019) și Barbarian⁠(d) (2022). De asemenea, a realizat vocea lui Alvin Seville în seria de filme Alvin și veverițele. În televiziune, a avut roluri în serialele Ed⁠(d) (2000-2004) și F Is for Family⁠(d) (2015-2021). A apărut alături de autorul John Hodgman⁠(d) în reclamele de televiziune „Get a Mac⁠(d)” ale companiei Apple și singur în reclamele „Go PC” ale companiei Intel.

## Biografie
Long s-a născut în Fairfield, Connecticut, al doilea fiu dintre cei trei ai familiei. Tatăl său, R. James Long⁠(d), este profesor de filozofie și latină la Universitatea Fairfield⁠(d), și din mama, Wendy Lesniak, o fostă actriță cu numeroase roluri de teatru. Bunica sa era de origine italiană. Long a avut parte de o educație catolică „oarecum conservatoare”. Fratele său mai mare, Damian, este actor de scenă și profesor la Liceul Weston. Long a urmat studiile la Fairfield College Preparatory School⁠(d), o instituție iezuită, și la Vassar College⁠(d), unde a fost membru al grupului de comedie sketch⁠(d) Laughingstock și a jucat în numeroase piese de teatru, inclusiv în Butterflies Are Free⁠(d).

## Cariera
Filmele lui Long includ Jeepers Creepers, Waiting..., Dodgeball: A True Underdog Story, The Break-Up, Crossroads, Galaxy Quest, Dreamland, Alvin și The Chipmunks și Live Free Or Die Hard.A avut un rol și în serialul Ed (2000-2004),unde l-a interpretat pe Warren Cheswick.De asemenea, Justin Long este si vocea lui Alvin în Alvin and the Chipmunks și joacă rolul principal în comedia Accepted (2006).A fost invitat să ia parte la înregistrarea documentarului Wild West Comedy Show în 2006.A luat parte la promovarea campaniei Get a Mac pentru firma Apple.A mai avut un rol mic în comedia din 2008 Zack and Miri Make a Porno.

## Viața personală
Long a avut o relație cu Drew Barrymore din 2007 până în 2010. De asemenea, a avut o relație cu Amanda Seyfried de la jumătatea anului 2013,  până în septembrie 2015.
În cadrul unui episod al podcastului Armchair Expert cu Dax Shepard⁠(d), Long a dezvăluit că a fost drogat și răpit în timpul filmărilor pentru Tineri și rebeli⁠(d)  în Michigan. Conform acestuia, după o seară în care a consumat alcool, a plecat cu mai mulți indivizi din zonă care i-au oferit marijuana, însă acesta crede că de fapt i s-a oferit fenciclidină, cunoscută sub denumirea de PCP. Puternic intoxicat, indivizii l-au dus în diferite locuri împotriva voinței sale și au refuzat să-l ducă în camera sa de hotel. Actorul a menționat că aceștia intenționau să-l filmeze în timp ce consumă droguri și să vândă înregistrarea celor de la TMZ⁠(d) sau altor tabloide. Long a fost atât de îngrijorat încât în cele din urmă a sărit din mașina pentru a scăpa de calvar. De asemenea, a menționat că a suferit leziuni nervoase⁠(d) persistente la picior din cauza rănilor suferite după ce a ieșit din mașină.
Long este liberal⁠(d). Acesta l-a susținut pe Barack Obama în timpul alegerilor prezidențiale din Statele Unite din 2012 și a criticat pe față candidatura republicanului Mitt Romney, caracterizându-l drept un „Gordon Gekko⁠(d) modern”. Long l-a susținut pe senatorul Bernie Sanders la alegerile prezidențiale din Statele Unite din 2016. L-a susținut din nou pe Sanders la alegerile primare ale Partidului Democrat din 2020, a fost văzut la mitingurile acestuia și a apărut în campania electorală ca susținător.
Din ianuarie 2022, Long este într-o relație cu actrița Kate Bosworth.

## Filmografie
| An   | Titlu                                   | Rol                                          | Note                                                               |
| ---- | --------------------------------------- | -------------------------------------------- | ------------------------------------------------------------------ |
| 1999 | Galaxy Quest                            | Brandon                                      | Nominalizat — Saturn Award for Best Performance by a Younger Actor |
| 2001 | Happy Campers                           | Donald                                       |                                                                    |
| 2001 | Jeepers Creepers                        | Darry Jenner                                 | Nominalizat — Saturn Award for Best Performance by a Younger Actor |
| 2002 | Crossroads                              | Henry                                        |                                                                    |
| 2003 | Jeepers Creepers 2                      | Darry Jenner                                 | Rol cameo                                                          |
| 2004 | Raising Genius                          | Hal Nestor                                   |                                                                    |
| 2004 | Hair High                               | Dwayne                                       | Voce                                                               |
| 2004 | DodgeBall: A True Underdog Story        | Justin Redman                                |                                                                    |
| 2004 | Wake Up, Ron Burgundy: The Lost Movie   | Chris Harken                                 | Direct-to-DVD                                                      |
| 2005 | Robin's Big Date                        | Robin                                        | Scurtmetraj                                                        |
| 2005 | Herbie: Fully Loaded                    | Kevin                                        |                                                                    |
| 2005 | Waiting...                              | Dean Saunders                                |                                                                    |
| 2006 | The Sasquatch Gang                      | Zerk Wilder                                  |                                                                    |
| 2006 | Dreamland                               | Mookie                                       |                                                                    |
| 2006 | The Break-Up                            | Christopher Hirons                           |                                                                    |
| 2006 | Accepted                                | Bartleby "B" Gaines                          |                                                                    |
| 2006 | Idiocracy                               | Dr. Lexus                                    |                                                                    |
| 2007 | Live Free or Die Hard                   | Matthew "Matt" Farrell                       | Nominalizat — Saturn Award for Best Supporting Actor               |
| 2007 | Battle for Terra                        | Senn                                         | Voce                                                               |
| 2007 | Alvin and the Chipmunks                 | Alvin Seville                                | Voce                                                               |
| 2007 | Walk Hard: The Dewey Cox Story          | George Harrison                              | Necreditat                                                         |
| 2008 | Strange Wilderness                      | Junior                                       |                                                                    |
| 2008 | Just Add Water                          | Spoonie                                      |                                                                    |
| 2008 | Zack and Miri Make a Porno              | Brandon St. Randy                            |                                                                    |
| 2008 | Pineapple Express                       | Justin                                       | Scene eliminate                                                    |
| 2009 | He's Just Not That Into You             | Alex                                         |                                                                    |
| 2009 | Still Waiting...                        | Dean Saunders                                | Necreditat                                                         |
| 2009 | Taking Chances                          | Chase Revere                                 |                                                                    |
| 2009 | Serious Moonlight                       | Todd                                         |                                                                    |
| 2009 | Drag Me to Hell                         | Clay Dalton                                  |                                                                    |
| 2009 | Funny People                            | Re-Do Guy                                    | Rol cameo                                                          |
| 2009 | Beyond All Boundaries                   | Corp. James R. Garrett / Sgt. John H. Morris | Voce; scurtmetraj                                                  |
| 2009 | Planet 51                               | Lem Kerplog                                  | Voce                                                               |
| 2009 | Old Dogs                                | Troop Leader Adam Devlin                     | Necreditat                                                         |
| 2009 | After.Life                              | Paul Coleman                                 |                                                                    |
| 2009 | Alvin and the Chipmunks: The Squeakquel | Alvin Seville                                | Voce                                                               |
| 2010 | Youth in Revolt                         | Paul Saunders                                |                                                                    |
| 2010 | Going the Distance                      | Garrett Scully                               |                                                                    |
| 2010 | Alpha and Omega                         | Humphrey                                     | Voce                                                               |
| 2011 | The Conspirator                         | Nicholas Baker                               |                                                                    |
| 2011 | 10 Years                                | Marty Burn                                   |                                                                    |
| 2011 | Free Hugs                               | Checkout Boy                                 | Scurtmetraj                                                        |
| 2011 | Alvin and the Chipmunks: Chipwrecked    | Alvin Seville                                | Voce                                                               |
| 2012 | Unsupervised                            | Gary                                         | Voce                                                               |
| 2012 | For a Good Time, Call...                | Jesse                                        |                                                                    |
| 2012 | Best Man Down                           | Scott                                        |                                                                    |
| 2013 | Movie 43                                | Robin                                        | Segmentul: "Super Hero Speed Dating"                               |
| 2013 | iSteve                                  | Steve Jobs                                   |                                                                    |
| 2013 | A Case of You                           | Sam                                          | Producător și scenarist                                            |
| 2013 | Walking with Dinosaurs                  | Patchi                                       | Voce                                                               |
| 2014 | Ask Me Anything                         | Dan Gallo                                    |                                                                    |
| 2014 | Veronica Mars                           | Drunken Wingman                              | Necreditat                                                         |
| 2014 | Comet                                   | Dell                                         | Producător executiv                                                |
| 2014 | Tusk                                    | Wallace Bryton                               |                                                                    |
| 2014 | The Lookalike                           | Holt Mulligan                                | Producător                                                         |
| 2015 | Alvin and the Chipmunks: The Road Chip  | Alvin Seville                                | Voce                                                               |
| 2016 | Yoga Hosers                             | Yogi Bayer                                   |                                                                    |
| 2016 | Frank & Lola                            | Keith Winkleman                              |                                                                    |
| 2016 | Lavender                                | Liam                                         |                                                                    |
| 2016 | Ghost Team                              | Ross                                         |                                                                    |
| 2016 | Trump Baby                              | Baby                                         | Voce; scurtmetraj                                                  |
| 2017 | And Then I Go                           | Tim Hanratty                                 |                                                                    |
| 2017 | Literally, Right Before Aaron           | Adam Schulz                                  |                                                                    |
| 2019 | Jay and Silent Bob Reboot               | Brandon St. Randy                            | [ 19 ]                                                             |
| 2019 | After Class                             | Josh Cohn                                    |                                                                    |
| 2019 | The Wave                                | Frank                                        |                                                                    |
| 2021 | Lady of the Manor                       | Max Cameron                                  | Regizor, producător și scenarist                                   |
| 2022 | House of Darkness                       | Hap Jackson                                  |                                                                    |
| 2022 | Barbarian                               | AJ Gilbride                                  |                                                                    |
| 2022 | Christmas With the Campbells            | David                                        |                                                                    |
| 2022 | Clerks III                              | Orderly                                      |                                                                    |
| TBA  | Dear David                              | Bryce                                        |                                                                    |

### Televiziune
| An              | Titli                                                 | Rol                          | Note                                                 |
| --------------- | ----------------------------------------------------- | ---------------------------- | ---------------------------------------------------- |
| 2000–2004       | Ed                                                    | Warren P. Cheswick           | 71 de episoade                                       |
| 2006            | Campus Ladies                                         | Connor                       | Episodul: "Fraternity Row"                           |
| 2006            | That '70s Show                                        | Andrew Davis                 | Episodul: "Love of My Life"                          |
| 2006–2007       | King of the Hill                                      | Various voices               | 3 episoade                                           |
| 2009            | Saturday Night Live                                   | Matthew McConaughey          | Episodul: Drew Barrymore/Regina Spektor              |
| 2011–2012, 2015 | New Girl                                              | Paul Genzlinger              | 5 episoade                                           |
| 2012            | Unsupervised                                          | Gary                         | Voce; 13 episoade                                    |
| 2013            | Mom                                                   | Adam                         | 3 episoae                                            |
| 2014            | Sober Companion                                       |                              | Episod pilot                                         |
| 2014            | The Michael J. Fox Show                               | Zack                         | Episodul: "Changes"                                  |
| 2014            | TripTank                                              | Camera Man / Andrew (voci)   | 2 episoade                                           |
| 2015–2021       | F Is for Family                                       | Kevin Murphy                 | Voce; 35 de episoade                                 |
| 2015            | Portlandia                                            | Justin                       | Episodul: "The Fiancée"                              |
| 2015            | Inside Amy Schumer                                    | Brian                        | Episodul: "Fight Like a Girl"                        |
| 2015–2018       | Drunk History                                         | Arno Penzias / Elmer McCurdy | 2 episoade                                           |
| 2016            | Dream Team                                            | Marty Schumacher             | Episod pilot                                         |
| 2016–2018       | Skylanders Academy                                    | Spyro                        | Voce; Rol principal                                  |
| 2017            | Do You Want To See a Dead Body?                       | Justin Long                  | Episodul: "A Body and an Actor"                      |
| 2018            | The Conners                                           | Neil                         | 2 episoade                                           |
| 2019            | The Investigation: A Search for the Truth in Ten Acts | Himself, James Comey         | Narare/interpretare live                             |
| 2019            | Giri/Haji                                             | Ellis Vickers                | 4 episoade                                           |
| 2020            | Shop Class                                            | Justin Long                  | Gazdă                                                |
| 2021            | Creepshow                                             | Simon Sherman                | Sezonul 2 Episodul 5 / Night of the Living Late Show |
| 2021            | Masters of the Universe: Revelation                   | Roboto                       | Voce                                                 |
| TBA             | Goosebumps                                            | Nathan Bratt                 | Rol principal                                        |